# ويستلاند هليكوبتر
العنوان (بالإنجليزية: Westland Helicopters)‏ هي شركة بريطانية سابقة للصناعات الجوية والفضائية، تأسست في 1961. يقع مقرها في سومرست، المملكة المتحدة. كان أسمها في الأصل وستلاند للطائرات .
ركزت الشركة على أنتاج طائرات الهليكوبتر بعد الحرب العالمية الثانية. تم دمج ذلك مع العديد من الشركات البريطانية الأخرى في عام 1960 و 1961. في عام 2001، اندمجت مع الشركة الإيطالية لصناعة طائرات الهليكوبتر أغستا لتشكيل أغستاوستلاند.

## المنتجات

### مروحيات
- ويستلاند دراقون فلاي
- ويستلاند وايرل ويند (هليكوبتر)
- ويستلاند ويجن
- ويستلاند ويسيكس

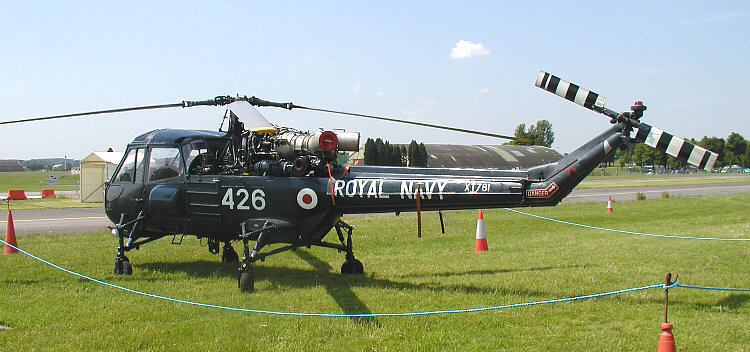
Privately owned ex-military Westland Wasp HAS.1.

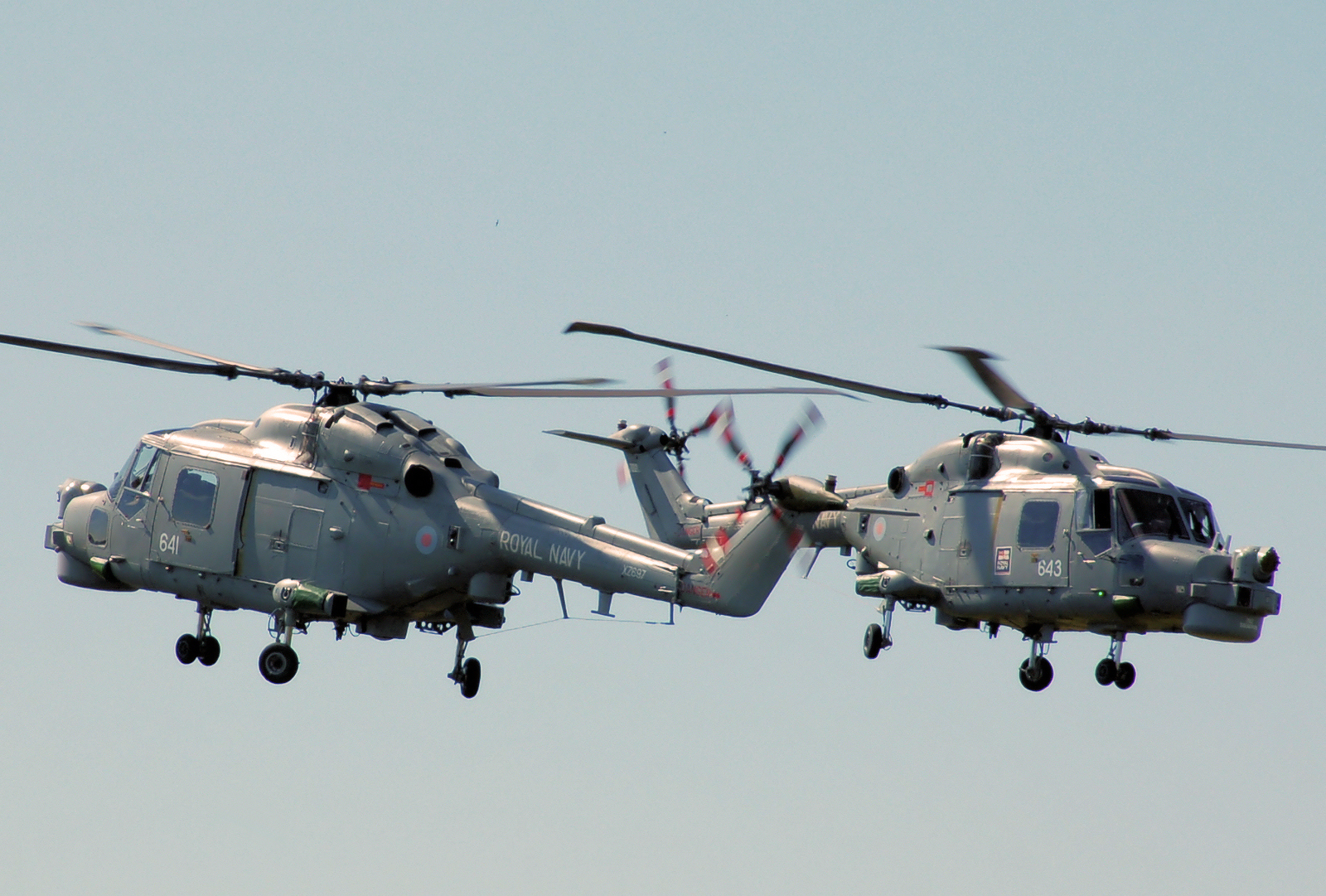
ويستلاند لينكس helicopters of the القطط السوداء display team

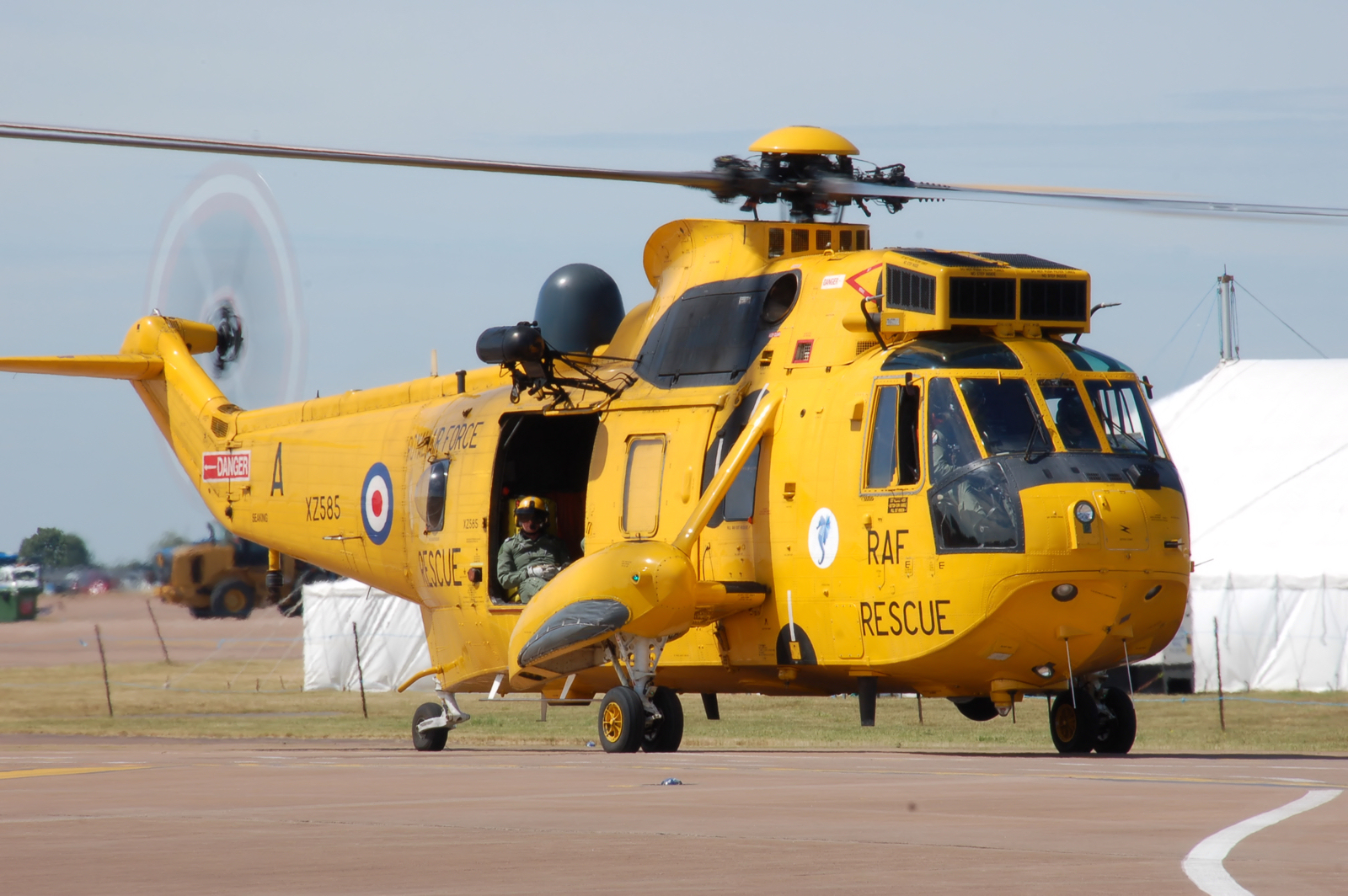
مروحية ويستلاند سي كينغ تابعة لسلاح الجو الملكي

- ويستلاند ويست منستير مرحلة النموذج الأولي فقط - (1958)
- ويستلاند سكوات
- وستلاند واسب  [لغات أخرى]‏
- ويستلاند سيوكس
- ويستلاند سي كينغ
- ويستلاند بوما
- ويستلاند غازيل
- ويستلاند لينكس
- Westland 30
- أغستاوستلاند إيه دبليو 101
- أغوستاوستلاند أباتشي
- بريستول بلفيدير
- Fairey Rotodyne

### حوامات
- GKN Westland AP1-88  [لغات أخرى]‏

### صواريخ
- Black Arrow

### طائرات بدون طيار
- Westland Mote
- Westland Wideye
- Westland Wisp